# Aphonopelma baergi
Aphonopelma baergi é uma espécie de aranha pertencente à família Theraphosidae (tarântulas).